# Рејмер (Колорадо)
Рејмер (енгл. Raymer (New Raymer)) град је у америчкој савезној држави Колорадо.

## Демографија
По попису из 2010. године број становника је 96, што је 5 (5,5%) становника више него 2000. године.
| Група             | 2000.      | 2010.      |
| Белци             | 84 (92,3%) | 87 (90,6%) |
| Афроамериканци    | 0 (0,0%)   | 0 (0,0%)   |
| Азијати           | 0 (0,0%)   | 0 (0,0%)   |
| Хиспаноамериканци | 7 (7,7%)   | 8 (8,3%)   |
| Укупно            | 91         | 96         |